# Anacleto Canabal 2.ª Sección
Anacleto Canabal 2.ª Sección es una localidad del municipio de Centro ubicado en la subregión Centro del estado mexicano de Tabasco.

## Geografía
La localidad de Anacleto Canabal 2.ª Sección se sitúa en las coordenadas geográficas 17°58′32″N 93°01′27″O / 17.975556, -93.024167, a una elevación de 10 metros sobre el nivel del mar.

## Demografía
Según el Conteo de Población y Vivienda 2020, efectuado por el Instituto Nacional de Estadística y Geografía, la localidad de Anacleto Canabal 2.ª Sección tiene 5,447 habitantes, de los cuales 2,635 son del sexo masculino y 2,812 del sexo femenino. Su tasa de fecundidad es de 2.06 hijos por mujer y tiene 1,489 viviendas particulares habitadas.
| Gráfica de evolución demográfica de Anacleto Canabal 2.ª Sección entre 1970 y 2020 |
|                                                                                    |
| INEGI.                                                                             |